# Liste der Kulturdenkmale in Wachau (Markkleeberg)
In der Liste der Kulturdenkmale in Wachau (Markkleeberg) sind sämtliche Kulturdenkmale von Wachau, einem Ortsteil der sächsischen Stadt Markkleeberg, verzeichnet. Die denkmalgeschützten Objekte wurden in der Denkmalliste vom Landesamt für Denkmalpflege Sachsen mit Stand von 2017 erfasst. Sie ist eine Teilliste der Liste der Kulturdenkmale in Sachsen.

## Legende
- Bild: Bild des Kulturdenkmals, ggf. zusätzlich mit einem Link zu weiteren Fotos des Kulturdenkmals im Medienarchiv Wikimedia Commons. Wenn man auf das Kamerasymbol klickt, können Fotos zu Kulturdenkmalen aus dieser Liste hochgeladen werden:
- Bezeichnung: Denkmalgeschützte Objekte und ggf. Bauwerksname des Kulturdenkmals
- Lage: Straßenname und Hausnummer oder Flurstücknummer des Kulturdenkmals. Die Grundsortierung der Liste erfolgt nach dieser Adresse. Der Link (Karte) führt zu verschiedenen Kartendiensten mit der Position des Kulturdenkmals. Fehlt dieser Link, wurden die Koordinaten noch nicht eingetragen. Sind diese bekannt, können sie über ein Tool mit einer Kartenansicht einfach nachgetragen werden. In dieser Kartenansicht sind Kulturdenkmale ohne Koordinaten mit einem roten bzw. orangen Marker dargestellt und können durch Verschieben auf die richtige Position in der Karte mit Koordinaten versehen werden. Kulturdenkmale ohne Bild sind an einem blauen bzw. roten Marker erkennbar.
- Datierung: Baubeginn, Fertigstellung, Datum der Erstnennung oder grobe zeitliche Einordnung entsprechend des Eintrags in der sächsischen Denkmaldatenbank
- Beschreibung: Kurzcharakteristik des Kulturdenkmals entsprechend des Eintrags in der sächsischen Denkmaldatenbank, ggf. ergänzt durch die dort nur selten veröffentlichten Erfassungstexte oder zusätzliche Informationen
- ID: Vom Landesamt für Denkmalpflege Sachsen vergebene, das Kulturdenkmal eindeutig identifizierende Objekt-Nummer. Der Link führt zum PDF-Denkmaldokument des Landesamtes für Denkmalpflege Sachsen. Bei ehemaligen Kulturdenkmalen können die Objektnummern unbekannt sein und deshalb fehlen bzw. die Links von aus der Datenbank entfernten Objektnummern ins Leere führen. Ein ggf. vorhandenes Icon  führt zu den Angaben des Kulturdenkmals bei Wikidata.

## Liste
| Bild                                    | Bezeichnung                                   | Lage                                                            | Datierung                    | Beschreibung | ID       |
| --------------------------------------- | --------------------------------------------- | --------------------------------------------------------------- | ---------------------------- | --- | -------- |
|                                         | Gasthof Zur Linde                             | Am Bach 2 (Karte)                                               | 2. Hälfte 19. Jh.            | zweigeschossiger als Gasthof genutzter Putzbau mit Krüppelwalmdach in alter Dorflage Wachau | 09256689 |
| Direkt Bild zu diesem Denkmal hochladen | Sachgesamtheit Südliches Schlachtfeld 1813    | Am Wachauer Wäldchen (Karte)                                    | 1813                         | flächenhaftes mit Apelsteinen und Gedenksteinen gespicktes Kulturdenkmal für das Kampfgeschehen der Völkerschlacht bei Leipzig | 08965911 |
| Weitere Bilder                          | Apelstein Nr. 1                               | Bornaer Chaussee 2 (bei) (Karte)                                | bez. 1863                    | Gedenkstein zur Erinnerung an die Kämpfe der Völkerschlacht bei Leipzig, 16.000 Mann unter Marschall Victor, Herzog von Belluno, gegen russische, preussische und österreichische Einheiten                                                      | 09256706 |
| Weitere Bilder                          | Kirchenruine Wachau                           | Kirchplatz (Karte)                                              | 1867                         | von Constantin Lipsius entworfene, 1943 und 1945 durch Bombenangriffe beschädigte neogotische Kirche mit Westturm | 09256694 |
|                                         | Wachtbergdenkmal                              | Kirchplatz (Karte)                                              | 1854                         | Gedenkstein vom Wachtberg bei Göhren für die Völkerschlacht bei Leipzig, Standort der verbündeten Monarchen während der Schlacht bei Wachau am 16. Oktober 1813, vom „Verein zur Feier des 19. Oktober“ errichtet, 1982 bergbaubedingt umgesetzt | 09256698 |
|                                         | Denkmal für die Gefallenen des 1. Weltkrieges | Kirchplatz 1 (neben) (Karte)                                    | nach 1918                    | in Form eines Ehrenhains errichtetes Denkmal für die Gefallenen des 1. Weltkrieges | 09256700 |
| Weitere Bilder                          | Wachauer Schule                               | Markkleeberger Straße 52 (Karte)                                | 1908                         | zu einem Mehrfamilienhaus umgebaute ehemalige Schule mit turmartigem Treppenhausvorbau | 09256705 |
|                                         | Wohnhaus eines Bauernhofes                    | Markkleeberger Straße 55 (Karte)                                | um 1800                      | ländliches Wohnhaus mit Fachwerkobergeschossund Krüppelwalmdach in alter Dorflage Wachau | 09256704 |
| Direkt Bild zu diesem Denkmal hochladen | Wohnhaus                                      | Markkleeberger Straße 58 (Karte)                                | 1906                         | im Landhausstil gebautes Wohnhaus in offener Bebauung mit gründerzeitliche Klinkerfassade in alter Dorflage Wachau | 09256697 |
|                                         | Sachgesamtheit Rittergut Wachau               | Markkleeberger Straße 60 Markkleeberger Straße 62 (bei) (Karte) | 1809, 1813, 1863, 1983, 1984 | Steinsarg, zwei Gedenksteine und Gedenktafel (Grablege) im Park des ehemaligen Rittergutes und Toranlage des Rittergutes | 09256701 |
| Direkt Bild zu diesem Denkmal hochladen | Wohnhaus                                      | Markkleeberger Straße 63 (Karte)                                | 2. Hälfte 19. Jh.            | ländliches verputztes eingeschossiges Wohnhaus mit Krüppelwalmdach in alter Dorflage Wachau | 09256702 |